# Dorfkirche Schlagenthin

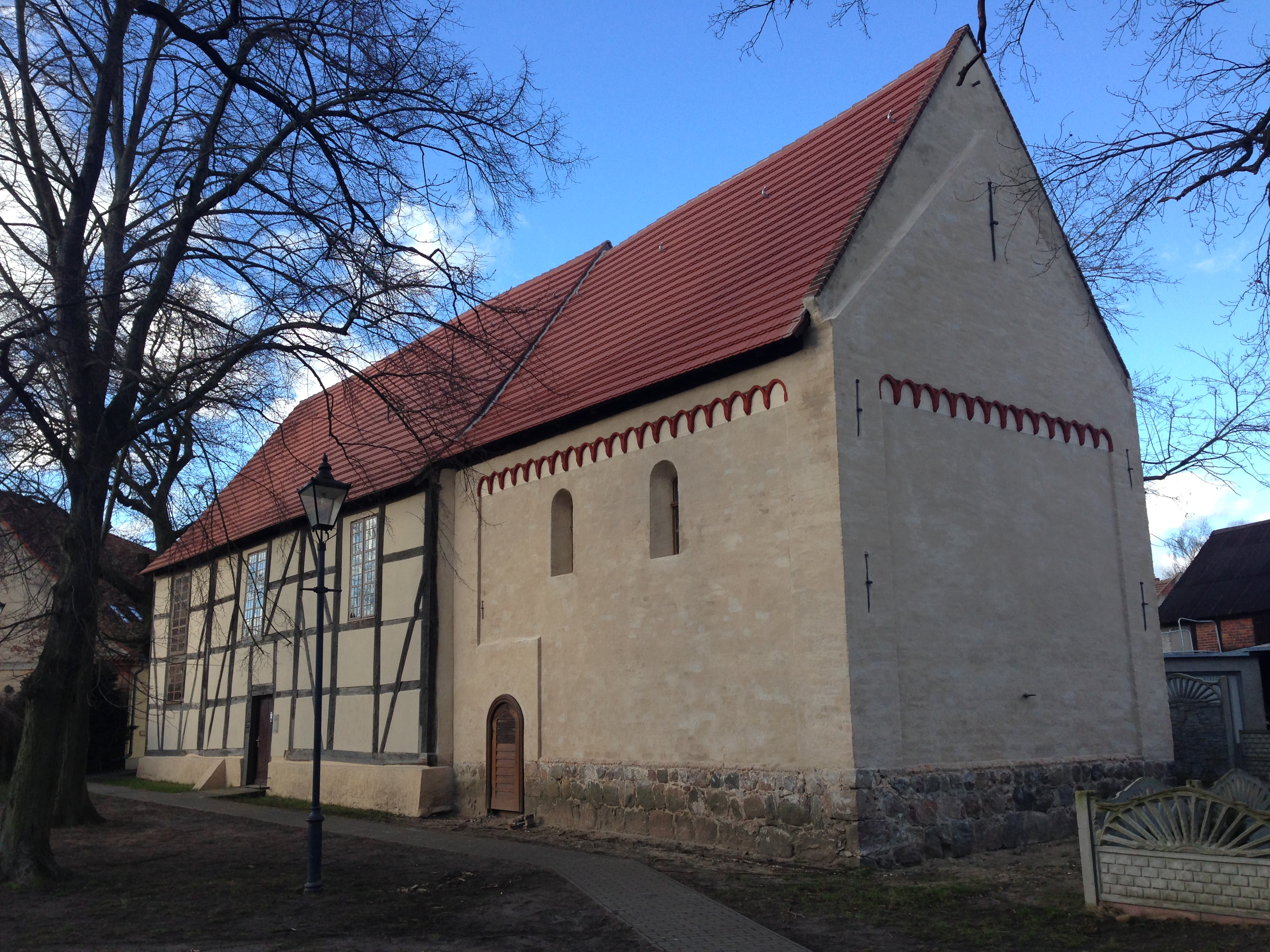
Dorfkirche – Ansicht von Südosten

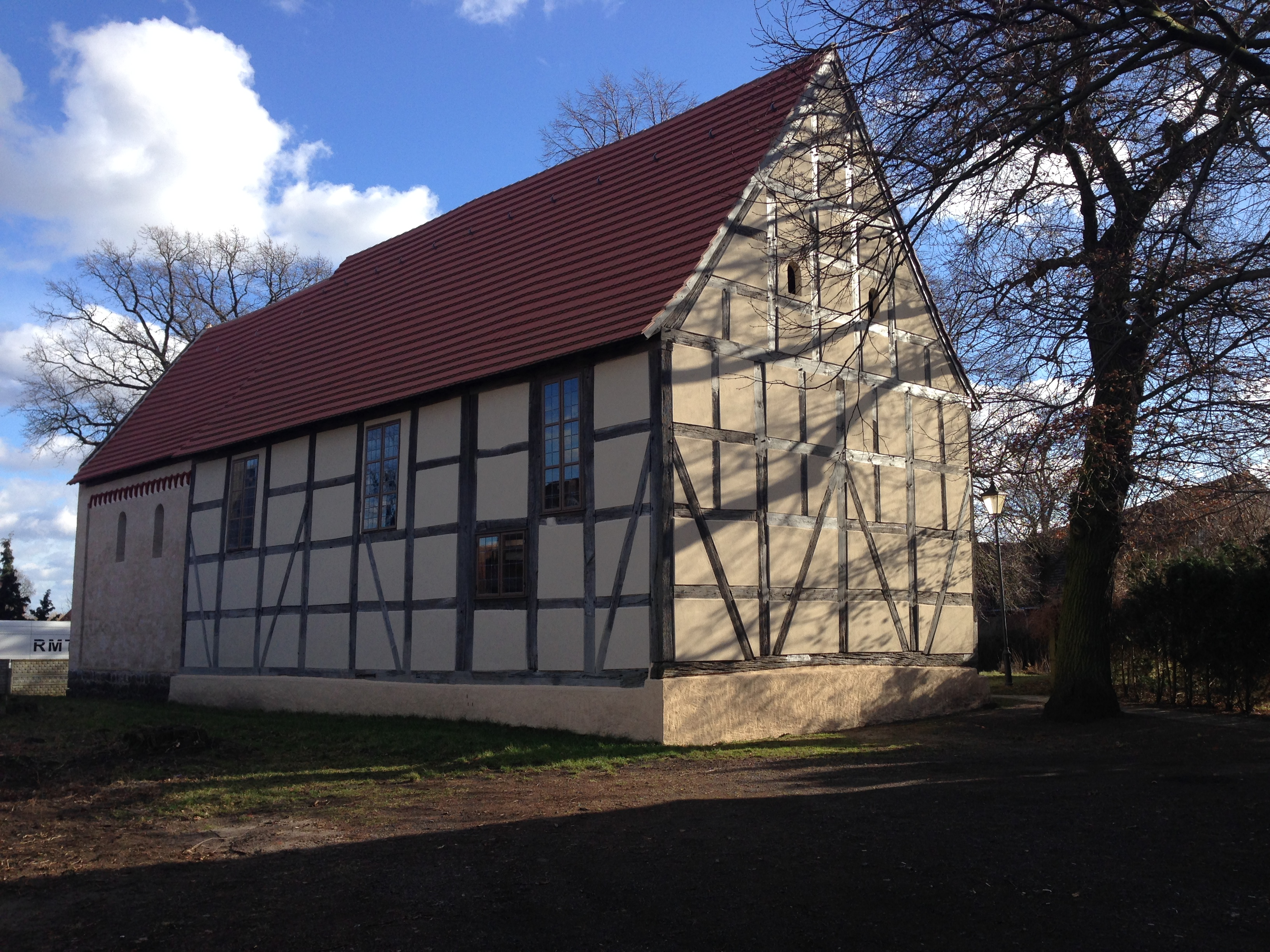
Dorfkirche – Ansicht von Nordwesten

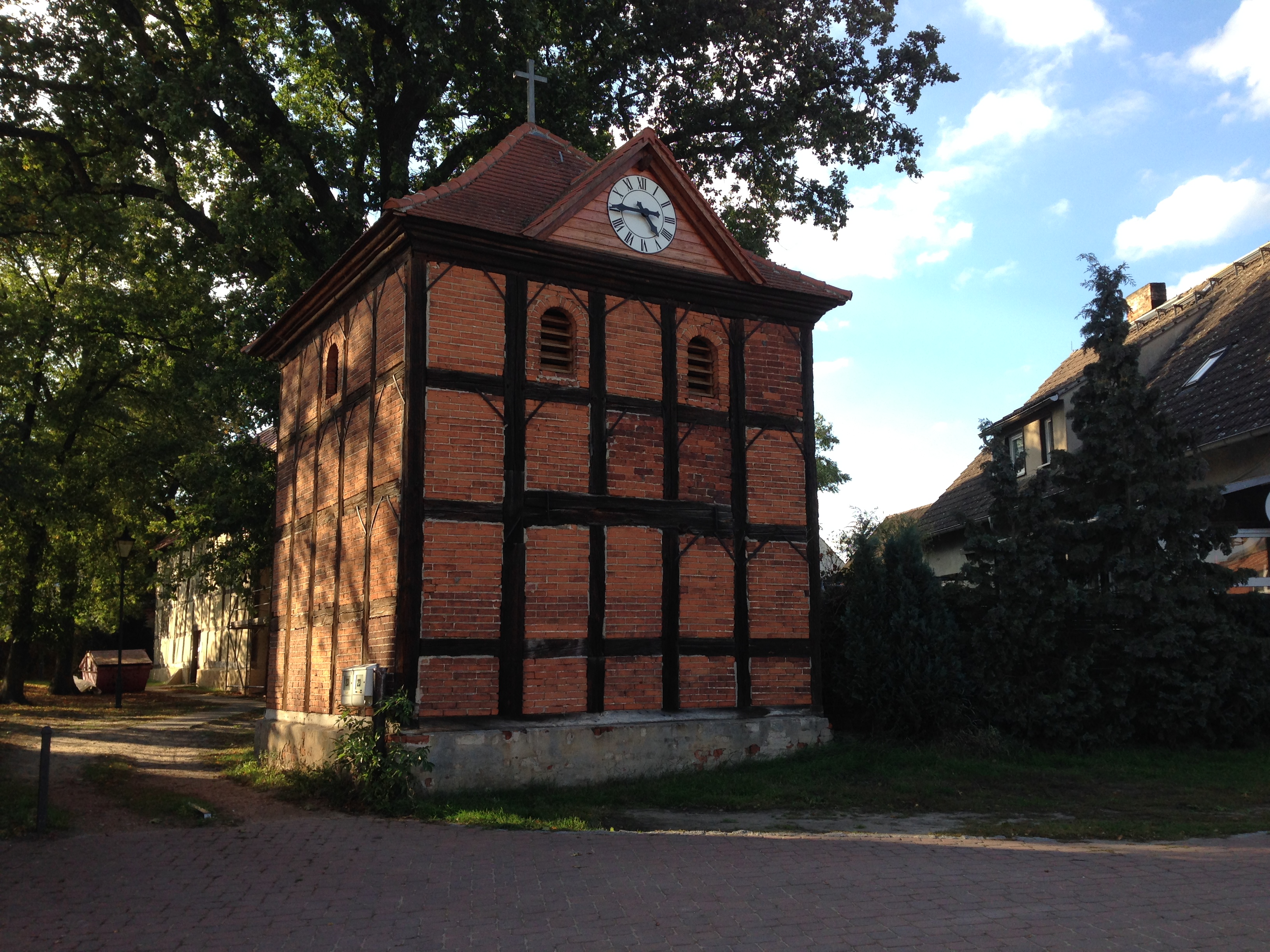
Glockenschauer, im Hintergrund Dorfkirche, Ansicht von Osten

Die Dorfkirche in Schlagenthin ist ein evangelisches Kirchengebäude in Schlagenthin, einem Ortsteil der Stadt Jerichow im Landkreis Jerichower Land in Sachsen-Anhalt. Die Gemeinde gehört zum Kirchspiel Schlagenthin im Kirchenkreis Elbe-Fläming der Evangelischen Kirche in Mitteldeutschland. Die zweiteilige Fachwerkkirche mit älterem massiven Chor und einem separat errichteten Glockenschauer steht zurückgesetzt in zweiter Reihe im Zentrum des Dorfes am Dorfanger und ist von der Straße aus – durch das Fehlen eines Turmes – nicht auf den ersten Blick zu sehen.

## Geschichte
Die von außen schlichte Kirche blickt auf eine wechselvolle Geschichte zurück und hat ihre Wurzeln im 13. Jahrhundert. Von der ursprünglich romanischen Kirche ist nur der Chor aus verputztem Backsteinmauerwerk mit der Priesterpforte und dem Triumphbogen erhalten. Der Rest der Kirche wurde während des Dreißigjährigen Krieges zerstört. 
In der zweiten Hälfte des 17. Jahrhunderts erhielt die Kirche ein Kirchenschiff aus Fachwerk, jedoch ohne Turm. Der Glockenturm wurde aufgrund der geringeren Kosten separat neben der Kirche, als Fachwerkbau mit Mauerwerksgefachen errichtet.

## Beschreibung und Ausstattung
Die schlichte Außengestaltung lässt die noch gut erhaltene prächtige Ausstattung im Inneren nicht erwarten. Diese stammt aus dem 17. Jahrhundert und ist größtenteils dem Barock zuzurechnen. Die bemalte Kassettendecke aus der Zeit um 1670 zeigt im Chorraum Engel mit Spruchbändern und Marterwerkzeugen und im Schiff singende Engel und Musikinstrumente. 
Die Empore an der Chorsüdwand weist eine doppelreihige Arkadengliederung mit Säulen und Bögen auf. Der Orgelprospekt ist mit bemalten Rokoko-Schnitzereien verziert. Die dahinter befindliche Orgel ist derzeit nicht spielbar und zum Teil demontiert. Der zweiteilige Altaraufsatz besteht aus Holz mit flankierenden Säulen, bekrönendem gesprengten Giebel und einem Abendmahlsgemälde. 
Die hölzerne Kanzel mit Schalldeckel ist der Spätrenaissance zuzurechnen. Auf dem polygonalen Kanzelkorb, der mit Diamantbeschlägen und anderen Ornamenten, wie Laubsäge- und Schuppenwerk, verziert ist, sind in Arkadenrahmungen die vier Evangelisten dargestellt. Darunter finden sich in quadratischen Feldern Bibelsprüche. Außerdem trägt die Kanzel eine Inschrift der Stifterin Margareta von der Schulenburg.
Die Figurengrabsteine aus Sandstein vor dem Altar, eine holzgeschnitzte bemalte Trophäen-Gedächtnistafel an der Nordseite zwischen den Fenstern sowie mehrere Grabplatten auf dem Friedhof erinnern an die Patronatsherren von Treskow, die in der Zeit vom 15. bis 18. Jahrhundert Gutsherren des Rittergutes und Kirchenpatrone in Schlagenthin waren.
Für das Geläut entstand mit dem Fachwerkanbau ein separater Glockenturm aus Fachwerk neben der Kirche. Die beiden Glocken wurden 1619 und 1620 von Heinrich Borstelmann in Magdeburg gegossen. Die größere Glocke hat einen Durchmesser von 113 cm. Die kleinere Glocke mit dem Durchmesser von 99 cm trägt Verzierungen mit den Treskowschen Wappen und dem Wappen der Margareta von Schulenburg, die noch einmal auf Patronatsherren und Stifterin hinweisen sowie die folgende Inschrift:

„Heinrich von Borstelmann zu Magdeburg goss mich, 
zu der Versammlung der Christen ruf ich,
 
dass sie mit Herzen sind und Mundt, 
Gott loben und Preisen zu aller Stund,
 
und so ofte sie leuten hoeren, der Auferstehung erinnert werden.“

Blick in den Chorraum, 2020
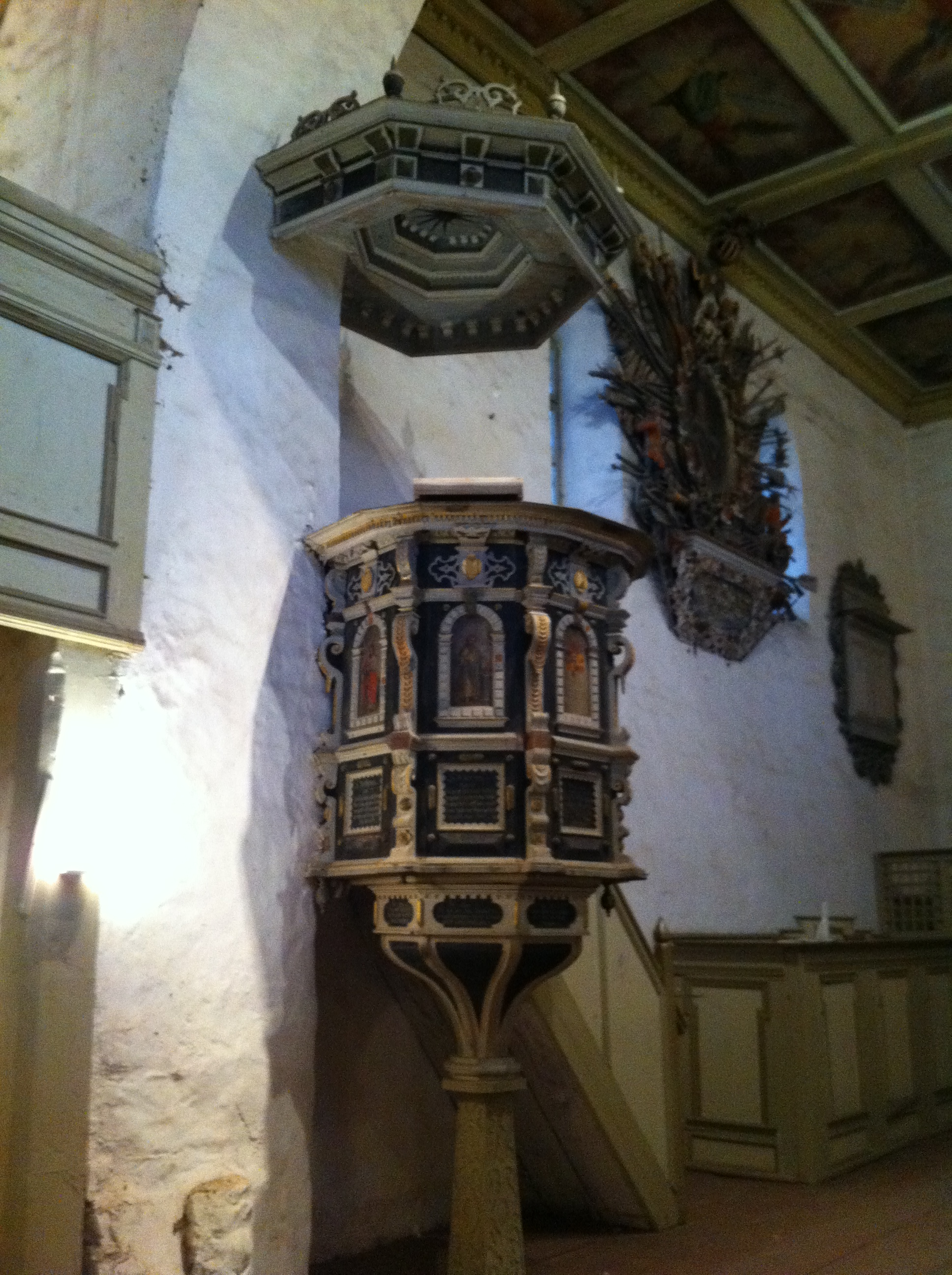
Kanzel mit Schalldeckel, 2011
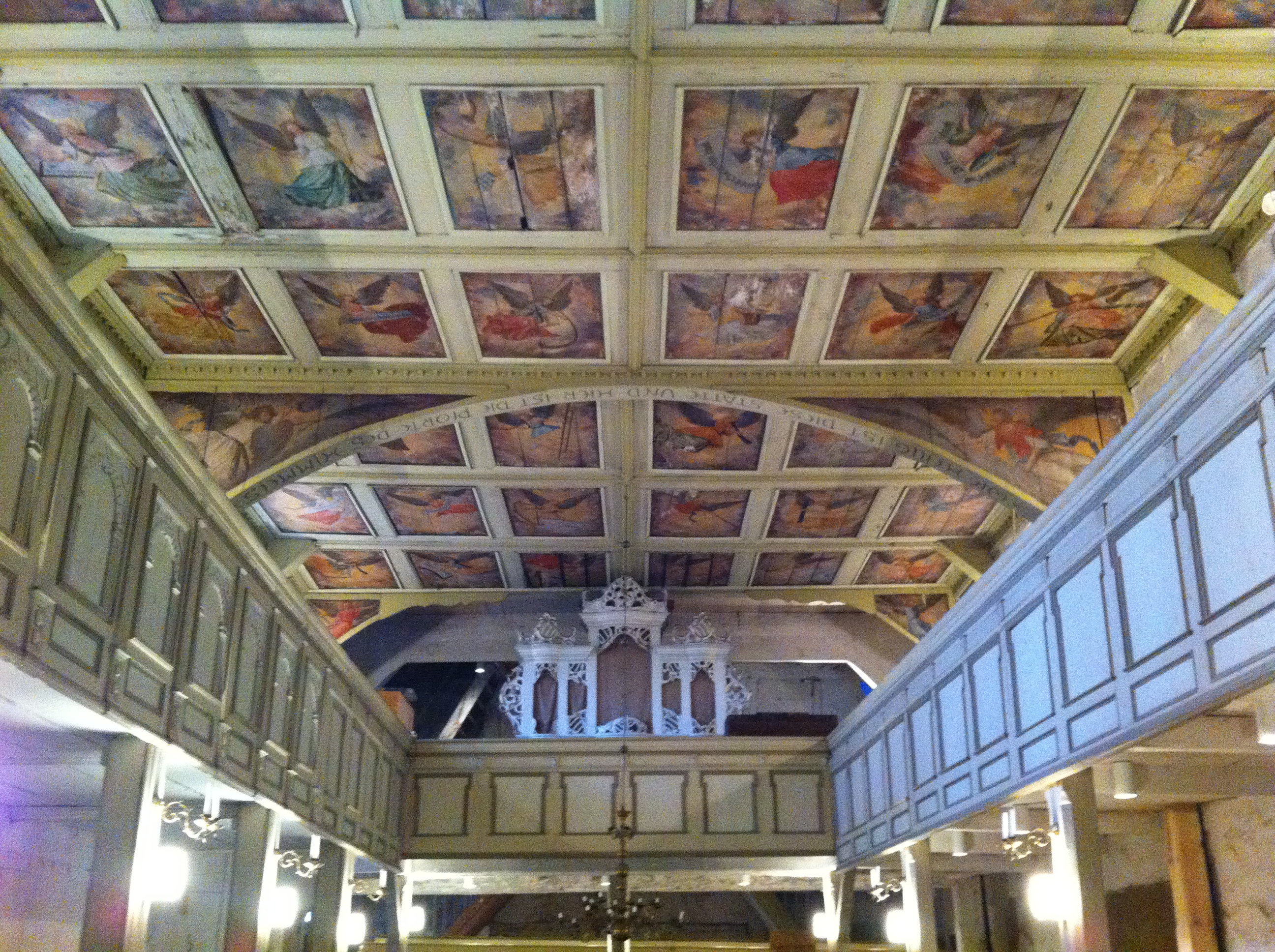
Engeldecke mit Emporen und Orgelprospekt, 2011
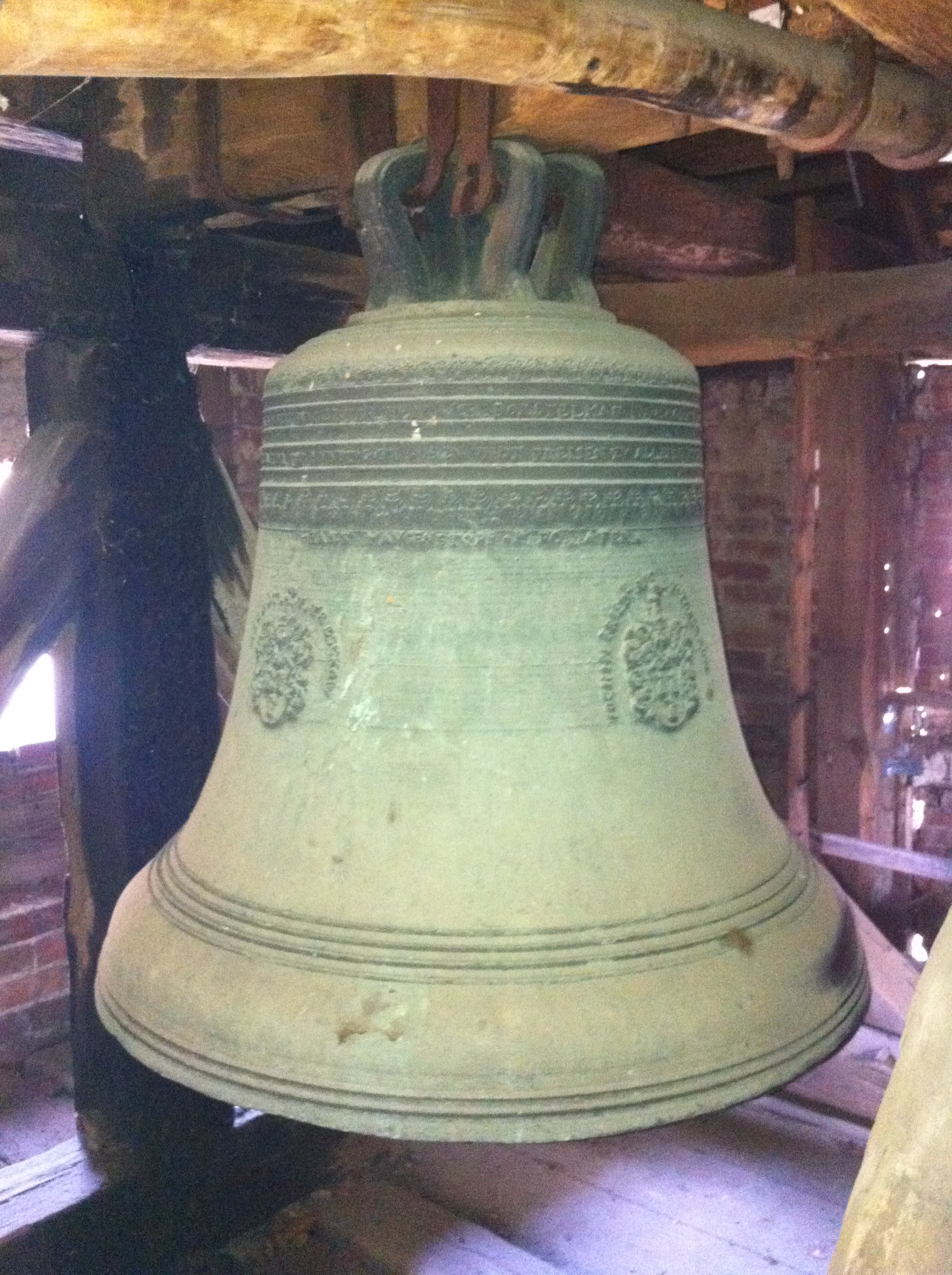
Glocke von Borstelmann, um 1620

2001/2002 erfolgten erste Sanierungsschritte am stark geschädigten Fachwerk der Kirche. 

Der Glockenschauer erhielt 2006 eine neue Dacheindeckung mit zusätzlicher Dachgaube für eine Uhr. 

Ab Sommer des Jahres 2011 fanden an der Kirche umfassende Sanierungsarbeiten an Dach und Fassade statt. Im ersten Bauabschnitt wurde dabei der Fachwerkanbau (Kirchenschiff) grundhaft saniert, die Dacheindeckung erneuert sowie später eingebaute Türen (Südfassade) und Fenster (Nordfassade) zur Harmonisierung der Fassade geschlossen. Im 2013 begonnenen 2. Bauabschnitt wurde die Überarbeitung der baulichen Hülle (Dach und Fassade) komplettiert und die restauratorische Bearbeitung der Innenausstattung mit der Kassettendecke begonnen. Restaurierung von Innenraum und Ausstattung standen in den nächsten beiden Bauabschnitten im Vordergrund. Altar, Kanzel und Emporen wurden dabei gereinigt und zum Teil in ihrer ursprünglichen Farbgebung wieder hergestellt. Das Gestühl im Kirchenschiff wurde neu geordnet, um den Mittelgang zu verbreitern. Die Arbeiten konnten im Oktober 2020 beendet werden.